# Jacob Henry Sarratt
Jacob Henry Sarratt (1772 – 6 de novembre de 1819) va ser un dels més destacats jugadors d'escacs britànic de les darreries del segle xviii i començaments del segle xix.
Sarratt fou reconegut com a jugador i escriptor i va adoptar el títol de "Professor of Chess" (Professor d'escacs). Va ser el primer escaquista professional que va ensenyar escacs a Anglaterra. Va introduir a Anglaterra lea regla que l'ofegat és taules, que s'usava àmpliament a l'Europa continental. En les seves obres de 1813 i 1821 va crear el nom de gambit Muzio. Fou alumne de Verdoni i posteriorment professor de William Lewis i Peter Unger Williams.

## Biografia
Va ser professor d'escola primària, i era un visitant habitual dels clubs d'escacs de Londres, en particular a la Salopian Coffee House de Charing Cross. Probablement fou l'italià Verdoni qui el va portar a preferir l'estil de joc italià, en contraposició a l'estil més posicional de Philidor.
Com que se'n coneixen molt poques partides, no se sap la seva veritable força de joc, però el seu alumne William Lewis, un dels jugadors anglesos més forts de la primera meitat del segle xix, el considerava "un dels jugadors més subtils de la seva era".
És conegut sobretot com a escriptor de tractats d'escacs, que van ser generalitzats i van contribuir al desenvolupament del moviment d'escacs a l'Anglaterra del segle xix. En el seu primer tractat The Works of Damiano, Ruy Lopez and Salvio (Londres, 1813), hi parla de Pietro Carrera, i l'identifica com a creador de la defensa siciliana i per tant, fou l'inventor d'aquest nom per a aquesta obertura, molt poques vegades jugada en aquell moment.
El 1817 va publicar el llibre The Works of Gianutio and Gustavus Selenus, traducció anglesa de les obres d'Orazio Gianuzio della Mantia i de Gustavo Seleno, pseudònim d'August de Brunswick-Lüneburg, i el 1820 el Treatise on the game of Chess, en dos volums. En tots els seus llibres signava "J.H. Sarratt, Professor of Chess".
Prenen el seu nom l'obertura  1.d4 d5 2.Af4 , anomenada "obertura Sarratt" o "atac Sarratt".
També s'anomena Sarratt en honor seu una variant del gambit escocès: 1.e4 e5 2.Cf3 Cc6 3.d4 exd4 4.Ac4 Ac5 5.Cg5 Ch6 6.Cxf7 

## Obres
- A Treatise on the Game of Chess. Londres 1808 (vol. 1)
- The works of Damiano, Ruy-Lopez, and Salvio on the game of chess. Londres 1813
- The Works of Gianutio and Gustavus Selenus, 1817
- A New Treatise on the Game of Chess. Londres 1821 (vol.1)
- A New Treatise on the Game of Chess. Londres 1828 (vol.1)